# Саиткулово (Кугарчинский район)
Саитку́лово (баш. Сәйетҡол) — село в Кугарчинском районе Башкортостана, административный центр Новопетровского сельсовета.

## Географическое положение
Расстояние до:
- районного центра (Мраково): 15 км,
- центра сельсовета (Новопетровское): 4 км,
- ближайшей ж/д станции (Мелеуз): 80 км.

## Население
| 2002 | 2009 | 2010 |
| ---- | ---- | ---- |
| 236  | ↘220 | ↘193 |

Национальный состав
Согласно переписи 2002 года, преобладающая национальность — башкиры (89 %).

## Религия
В селе есть мечеть.

## Известные уроженцы
- Камалова, Лира Шариповна (род. 7 ноября 1929) — директор уфимской средней школы № 20 в 1985—1987 гг., Герой Социалистического Труда, заслуженный учитель школы Башкирской АССР (1975), отличник образования Республики Башкортостан (1995)[5].